# Ludowo-Demokratyczna Partia Afganistanu
Ludowo-Demokratyczna Partia Afganistanu (LDPA, paszto د افغانستان د خلق دموکراټیک ګوند, pers. حزب دموکراتيک خلق افغانستان) – partia polityczna założona przez komunistów afgańskich 1 stycznia 1965 roku, jako socjalistyczna, lewicowa, radykalna i opozycyjna wobec monarchicznego rządu. Program LDPA opierał się głównie na reformie rolnej, upowszechnieniu oświaty i edukacji, prymacie sektora państwowego nad prywatnym w gospodarce i budowie nowoczesnego postfeudalnego społeczeństwa. Jej członkami i sympatykami byli w większości zwolennicy jak najszybszych przeobrażeń i zmian społeczno-politycznych w Afganistanie. Stopniowo zrezygnowała z marksizmu i przeszła na pozycje zbliżone do islamskiego socjalizmu czy baasizmu, a w końcu na islamskie. W 1989 roku przeistoczyła się w bardziej liberalną Partię Ojczyzny.

## Rozłam wewnątrz partii
W 1967 roku w partii doszło do wewnętrznego rozłamu, w wyniku którego powstały dwie frakcje: umiarkowany "Parczam" (sztandar), którego przywódcą był Babrak Karmal, arystokrata wywodzący się z klanu „kabuli”, i radykalny „Chalk” (lud), z Nur Mohammadem Tarakim, synem zamożnego chłopa, mianowanym w 1965 roku za zgodą ZSRR na stanowisko sekretarza generalnego LDPA na czele. Głównym powodem rozłamu w LDPA były różnice programowe odnośnie do przyjętej taktyki, tempa i sposobu realizacji przemian i reform w Afganistanie, a także dzielące nieporozumienia osobiste oraz wzajemne animozje między przywódcami partii. Obydwie frakcje o wyraźnie ortodoksyjnym charakterze, cechowały bardzo bliskie powiązania z ówczesną polityką ZSRR, chociaż „Parczam” wykazywał większą podatność na sugestie polityczne nadchodzące z Moskwy. Członkowie radykalnego „Chalku” byli zwolennikami jak najszybszych przeobrażeń, zmierzających do likwidacji zacofania kraju. „Parczam” proponował przeprowadzenie zmian i reform w sposób mniej radykalny. W LDPA istniały również stronnictwa opowiadające się za prochińskimi odmianami komunizmu. Jednym z nich był „Wieczny Płomień” (paszt. Szola-je-Dżawid), pozyskujący działaczy wśród afgańskich szyitów oraz kręgach studenckich. „Wieczny Płomień” uległ w końcu rozbiciu na kilka mniejszych frakcji, a pozostałe grupy maoistowskie w LDPA zostały zmarginalizowane, tracąc realny wpływ na profil polityczny partii a w następnych latach część maoistów utworzyła zbrojne grupy antyrządowe tj. Organizacja Wyzwolenia Afganistanu, Organizacja Wyzwolenia Ludu Afgańskiego czy Afgański Front Mudżahedinów Walki o Wolność, aktywne w okresie interwencji radzieckiej, którą zwalczały.
Zwolennicy frakcji „Parczam” w przeciwieństwie do zwolenników frakcji „Chalk” zaczęli głosić pogląd, iż wysuwanie haseł socjalistycznych w warunkach afgańskich jest przedwczesne i że w przeciwieństwie do propozycji „Chalku” nie należy dążyć do szybkiej rewolucji ludowej, lecz skupić się na współpracy i budowie szerokiego „frontu antyfeudalnego” wszystkich demokratycznych sił afgańskich. Parczamiści głosili również, że wszystkie warstwy afgańskiego społeczeństwa powinny i muszą wnieść wkład do upadku feudalizmu w Afganistanie.
Przedstawiciele „Parczamu” opowiadali się ze utworzeniem Zjednoczonego Frontu Demokratycznego, który działałby na rzecz przeobrażeń w Afganistanie, przestrzegając przy tym zasad afgańskiej konstytucji z 1964 roku. W ciągu lat podziału LDPA narastały wzajemne animozje pomiędzy frakcjami partii. Członkowie „Chalku” zaczęli powątpiewać w szczerość intencji działaczy „Parczamu” (pochodzących z wyższych warstw społecznych). Kwestionowano także postępowość „Parczamu” jako „Królewską Partią Komunistyczną”. Z kolei przedstawiciele „Parczamu” oskarżali członków „Chalku” m.in. o „sekciarstwo” i nieodpowiedzialny radykalizm.
W sporej mierze animozje między obiema frakcjami LDPA stymulował rząd monarchiczny m.in. poprzez przyznanie zgody na wydawanie własnego tygodnika przez „Parczam” i jej odebranie „Chalkowi”, kontakty z posłami „Parczamu” w parlamencie oraz inne podobne działania. LDPA organizowała systematycznie (głównie w latach 1965–1973), kampanie oczerniające rząd i monarchię, prowadząc liczne demonstracje, w wyniku których kilkukrotnie dochodziło do przerwania obrad parlamentu. Między studentami Uniwersytetu i Politechniki w Kabulu dochodziło do wielu utarczek. Spowodowały one dalsze konflikty i przyczyniły się do podsycania oraz utrwalania wzajemnych niechęci oraz podziałów.
Stopniowo wśród członków i zwolenników radykalnej frakcji „Chalk” zaczęli dominować ludzie ze wsi afgańskiej, w większości synowie rolników i pasterzy – głównie Pasztuni z plemienia Ghilzaj. Tymczasem zwolennikami umiarkowanego „Parczamu” stawali się w coraz większej mierze przedstawiciele inteligencji miejskiej (studenci, nauczyciele, kupcy itp.), znacznie lepiej wykształceni, pochodzący głównie z durrańskich plemion pasztuńskich, a także z tadżyckich mniejszości etnicznych. Wkrótce coraz większy podział społeczno-etniczny między „Chalkiem” a „Parczamem” znalazł odzwierciedlenie w różnicach językowych zwolenników obu frakcji LDPA – chalkiści posługiwali się głównie językiem paszto, podczas gdy parczamiści porozumiewali się w języku dari.

## Współrządzenie wraz z republikanami
Obie frakcje LDPA poparły dokonany 17 lipca 1973 roku przez Mohammada Dauda przewrót republikański, jednakże „Parczam” uczynił to bardziej aktywnie, „Chalk” zaś jedynie werbalnie. Stosunek „Chalku” do Dauda był od początku sceptyczny. W związku z tym tylko członkowie „Parczamu”, jako bardziej umiarkowani zwolennicy reform, wzięli początkowo udział w rządzie republikańskim oraz objęli posady przedstawicieli rządowych na prowincji. W skład rządu Dauda weszło aż 7 ministrów wywodzących się z „Parczamu”. Jednym z pierwszych posunięć nowej ekipy rządzącej było zawieszenie swobód konstytucyjnych, i rozpoczęcie represji wobec opozycji afgańskiej - aresztowano m.in. nacjonalistycznego przywódcę Haszima Majwandwala (byłego premiera o poglądach liberalnych, sprawującego swój urząd w latach 1965–1967) wraz z czterdziestoma innymi osobami, z których cztery skazano na karę śmierci. W więzieniu, według wersji oficjalnej, Majwandwal „popełnił samobójstwo”. Według powszechnej wówczas opinii Maidwandal został wyeliminowany jako osoba niepowiązana bezpośrednio z działaczami komunistycznymi. Terror stosowany wobec opozycji zaczął dominować jako metoda walki politycznej, w 1974 roku otworzono w Kabulu więzienie Pol-e-Czarki, do którego w następnych latach trafiło dziesiątki tysięcy obywateli Afganistanu. Wskutek ewolucji polityki Dauda w stronę konserwatywną, zakończeniu stopniowo uległ również udział przedstawicieli „Parczamu” w dalszych rządach republikańskich. Do 1977 roku w rządzie republikańskim nie było już żadnego członka „Parczamu”, a z administracji państwowej byli usuwani wszyscy podejrzani o sympatie lewicowe. Równocześnie Daud wprowadził system jednopartyjny i zdelegalizował wszystkie partie polityczne, równocześnie prowadząc represje wobec opozycji połączone z zabójstwami jej przedstawicieli.
Wzrost niezadowolenia i rozczarowania, a także coraz bardziej autorytarna polityka rządów Muhammada Dauda doprowadzić miały do ponownego zjednoczenia LDPA. Aby LDPA stała się ważną siłą na afgańskiej scenie politycznej, nie mogła pozostawać w rozbiciu, dlatego też rozpoczęły się negocjacje i pertraktacje przywódców obu frakcji na temat ich powtórnego połączenia niejako przy mediacyjnej roli ZSRR. 3 lipca 1977 roku osiągnięto porozumienie i LDPA została na nowo zjednoczona, konsolidując afgańską opozycję lewicową. Jedynym zgrzytem podczas rozmów zjednoczeniowych LDPA była postawa Hafizullaha Amina (postaci nr 2 we frakcji „Chalk”), który nie do końca ufał parczamistom. Odbudowana LDPA utworzyła dość jednolity front opozycji antydaudowskiej. Funkcją sekretarza generalnego w LDPA ponownie objął Nur Mohammed Taraki (1. osoba w partii). Dotychczasowy lider „Parczamu” Babrak Karmal otrzymał stanowisko sekretarza KC (druga osoba w LDPA).
Połączona LDPA jak na warunki afgańskie była dość liczącą się siłą. W 1977 roku w jej szeregach było około 4–6 tysięcy aktywnych członków, wśród których 1500 stanowili oficerowie i podoficerowie oraz około 1000 nauczycieli i wykładowców uniwersyteckich. LDPA swe działania organizacyjno-polityczne nasilała coraz bardziej w armii afgańskiej, w której zyskiwała coraz więcej sympatyków – szczególnie na średnim szczeblu oficerskim. Także krótki i przejściowy udział członków LDPA w rządach Dauda ułatwił partii szerzenie jej wpływów wśród aparatu państwowego – zyskując wśród urzędników uczestników o różnym stopniu zaangażowania. Również słabnąca pozycja Dauda w społeczeństwie afgańskim ułatwiła LDPA zdobywanie nowych członków i szerzenie sympatii do siebie szczególnie w środowiskach inteligenckich.
W 1977 roku poparcie społeczne dla LDPA wzrosło, jednocześnie zaczęło dochodzić do coraz częstszych aktów represji wobec LDPA ze strony opozycji prawicowej, a także strony rządowej. Polityka Dauda zmierzała do uniezależnienia ekonomicznego Afganistanu od ZSRR, służyło temu zawieranie umów handlowych nie tylko z państwami bloku wschodniego, ale także z Iranem i Indiami. Spowodowało to gwałtowne pogorszenie się relacji Afganistanu z ZSRR, który nie był skłonny tolerować polityki oznaczającej w dłuższej perspektywie utratę kontroli politycznej ZSRR nad Afganistanem. Na tym tle doszło do kłótni Dauda z Leonidem Breżniewem podczas oficjalnej wizyty w ZSRR, co stanowiło czynnik przesądzający o upadku rządu Dauda.

## Samodzielne rządy
27 kwietnia 1978 roku zwolennicy LDPA w armii afgańskiej dokonali zamachu stanu (tzw. rewolucja kwietniowa) i obalili rząd Dauda, a na czele partii i państwa stanął jako przewodniczący Rady Rewolucyjnej i premier Nur Mohammad Taraki. 9 maja 1978 ogłoszono Program L-DPA „Główne kierunki zadań rewolucyjnych”, który przewidywał przeprowadzenie fundamentalnych przemian społeczno-gospodarczych; zniszczenie stosunków feudalnych i przedfeudalnych; eliminacja wszelkich form ucisku i wyzysku; demokratyzacja życia publicznego; eliminacja ucisku narodowego i dyskryminacji; proklamacja równych praw dla kobiet; wzmocnienie sektora publicznego w gospodarce kraju; podniesienie poziomu życia ludności; eliminacja analfabetyzmu; kontrola cen; eliminacja wpływów imperializmu i neokolonializmu w gospodarce, polityce, kulturze i ideologii. Reformy wprowadzone przez rząd kwestionowały tradycyjne wartości i ugruntowane struktury władzy na obszarach wiejskich. Rząd wprowadził do życia politycznego kobiety i położył kres przymusowym małżeństwom. Rząd 1 stycznia 1979 roku zainicjował reformę rolną, która miała na celu zmniejszenie areału ziemi należącej do feudałów. Ci, których posiadłości przekraczały limit, musieli bez rekompensaty oddawać ją w ręce rządu. Afgańskie przywództwo wierzyło, że reforma spotka się z uznaniem wśród mieszkańców wsi i osłabi władzę arystokratów. Reforma została uznana za zakończoną w połowie 1979 roku, a rząd ogłosił, że 665 tysięcy hektarów (około 1 632 500 akrów) zostało podzielonych. Rząd oświadczył również, że tylko 40 tys. rodzin, lub 4% populacji, zostało negatywnie dotkniętych przez reformę rolną. Opierając się na poprzednich działaniach Mohammada Daud Chana, nowy rząd stworzył program alfabetyzacji wsparty przez UNESCO. Plan zakładał wyeliminowanie analfabetyzmu w ciągu 20 lat. Rząd następnie zmniejszył okres przejściowy z 20 do czterech lat, co w obliczu braku nauczycieli było mało możliwe. Plan po późniejszej interwencji radzieckiej został wydłużony do lat siedmiu. Jako że naród afgański był głęboko islamski i religijny, reformy nie zostały ze skutkiem wprowadzone w całym kraju. Szereg zmian było początkowo przyjmowanych pozytywnie przez społeczeństwo, które jednak sprzeciwiało się im gdy okazywało, się jak ich wdrażanie wygląda w praktyce – rząd nakazał np. zniesienie posagów. Reformy te zwiększyły opór części Afgańczyków wobec rządu. Siła oporu względem reform doprowadziła w końcu do wojny domowej. Pierwsza czystka przeprowadzona przez LDPA w afgańskiej armii, przeprowadzona 29 kwietnia 1978 roku, pochłonęła 3 tysiące ofiar wśród wojskowych niekomunistów. Represje nowej władzy spowodowały śmierć 10 tysięcy zwolenników Dauda, oraz uwięzienie z powodów politycznych od 14 do 20 tysięcy osób, przeciwnych polityce LDPA.
14 września 1979 roku Nur Mohammed Taraki został zamordowany w wyniku tzw. rewolucji pałacowej, a stanowisko sekretarza generalnego LDPA oraz przewodniczącego Rady Rewolucyjnej objął Hafizullah Amin. Wobec oporu posiadaczy ziemskich i kleru względem lewicowych reform rządu partia stopniowo rezygnowała z marksizmu na rzecz poglądów bliższych islamskiemu socjalizmowi czy baasizmowi. Z retoryki partyjnej wycofano odwołania do klasyków marksizmu zastępując je porównaniami gospodarczego socjalizmu i islamu. 27 grudnia Amin został zabity przez żołnierzy radzieckiej jednostki specjalnej podczas szturmu na pałac prezydencki. 28 grudnia na stanowisko sekretarza generalnego KC partii i przewodniczącego Rady Rewolucyjnej został wybrany Babrak Karmal, a partia zmieniła nazwę na Afgańska Ludowo-Demokratyczna Partia Jedności (ALDPJ). Na skutek interwencji dotychczasowe radykalne skrzydło zostało odsunięte od władzy, a kontrolę nad partią przejęło umiarkowane, aczkolwiek proradzieckie skrzydło.
W maju 1986 roku Babrak Karmal został zastąpiony przez Mohammada Nadżibullaha. Wolnorynkowe i pojednawcze reformy rządu doprowadziły w partii do konfliktu między zwolennikami tendencji radykalnie socjalistycznych a zwolennikami islamizacji partii. Lewicową opozycję stanowili zwolennicy Parczamu będący stronnikami Karmala. Z drugiej strony pojawiła się inna grupa opozycji partyjnej głosząca hasła antyradzieckie. W 1989 roku doszło do całkowitego wycofania się wojsk radzieckich z Afganistanu. Nadżibullah przeprowadził dalszą liberalizację reżimu, a partia rządząca zmieniła nazwę na Partia Ojczyzny. Po 1990 roku partia zrezygnowała z marksizmu i przyjęła bardziej islamskie oblicze, deklarując że wszyscy członkowie partii muszą być wyznania muzułmańskiego. W 1992 roku utraciła władzę na rzecz Sojuszu Północnego.